# Риу-Тинту (Гондомар)
Риу-Тинту (порт. Rio Tinto) — город и район в Португалии, входит в округ Порту. Является составной частью муниципалитета Гондомар. Находится в составе крупной городской агломерации Большой Порту. По старому административному делению входил в провинцию Дору-Литорал. Входит в экономико-статистический субрегион Большой Порту, который входит в Северный регион. Население составляет 47 695 человек на 2001 год. Занимает площадь 9,5 км².
Покровителем района считается Святой Кристован (порт. S. Cristóvão (fim-de-semana seguinte a 11 de Julho)).

## Галерея

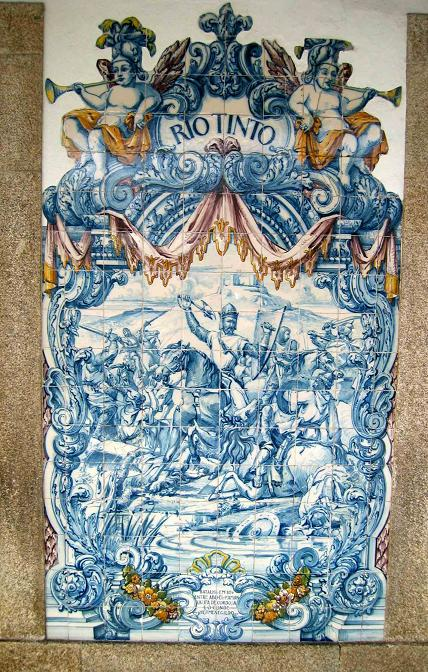
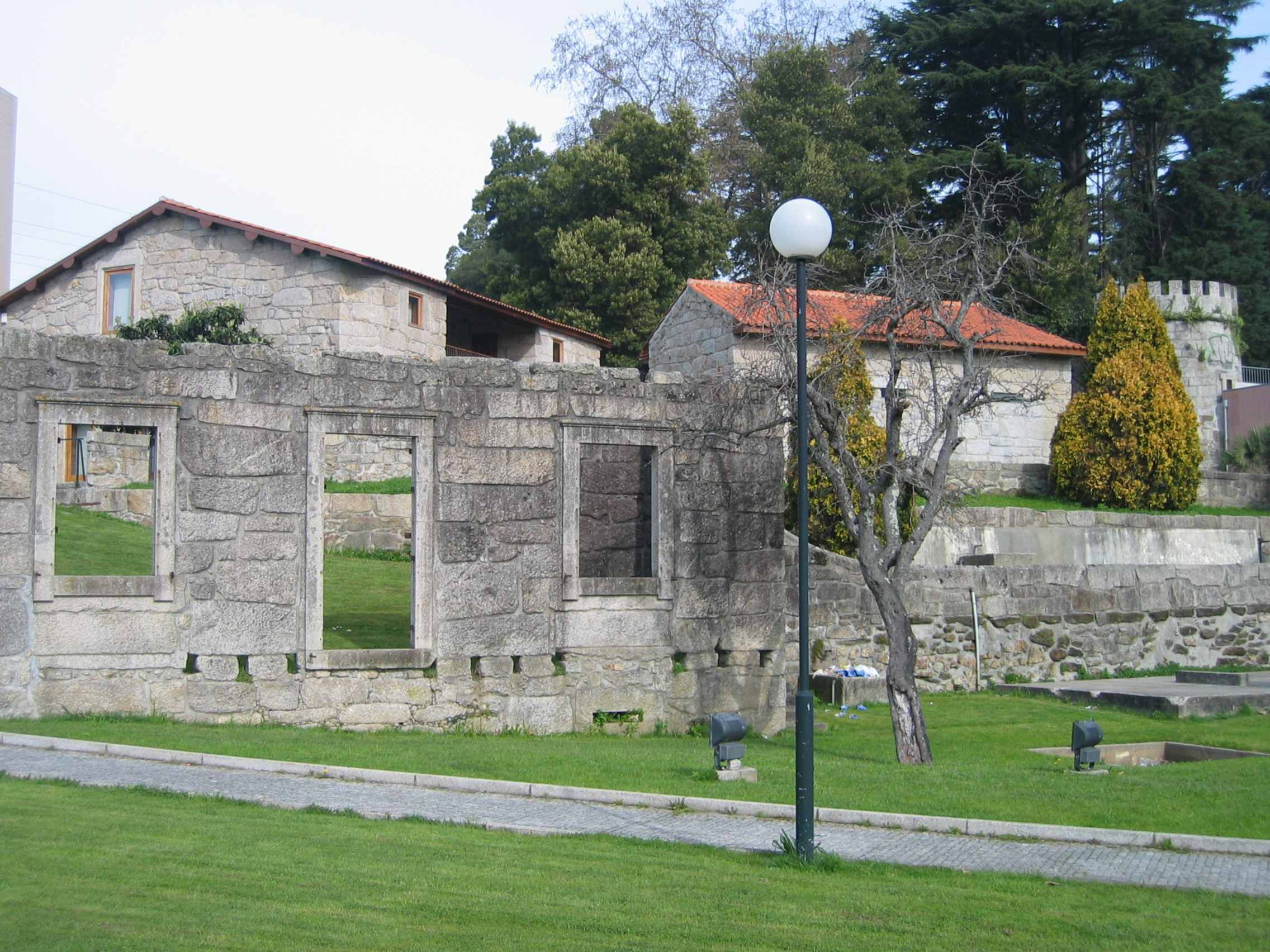

## История
Район основан в 1867 году.